# Cole De Vries
Pour les articles homonymes, voir De Vries.
Cole William De Vries (né le 12 février 1985 à St. Louis Park, Minnesota, États-Unis) est un ancien lanceur droitier des Ligues majeures de baseball qui a joué pour les Twins du Minnesota entre 2012 et 2013.

## Carrière
Cole De Vries signe son premier contrat en 2006 amorce sa carrière professionnelle en 2007 dans les ligues mineures avec un club-école des Twins du Minnesota.
Il fait ses débuts dans le baseball majeur avec les Twins le 24 mai 2012 comme lanceur partant.